# Santo Eugênio (diaconia)
Santo Eugênio (em latim, S. Eugenii Papae) é uma diaconia instituída em 12 de março de 1960, pelo Papa João XXIII, pela constituição apostólica Sacra maiorum. Sua igreja titular é Sant'Eugenio alle Belle Arti. 

## Titulares protetores
- Antonio Bacci (1960-1971)
- Umberto Mozzoni (1973-1983); título pro illa vice (1983)
- Paul Poupard (1985-1996)
- Francesco Colasuonno (1998-2003)
- Julián Herranz Casado, Opus Dei (2003-2014); título pro hac vice (desde 2014)